# Lachnellula tuberculata
Lachnellula tuberculata är en svampart som beskrevs av Dharne 1965. Lachnellula tuberculata ingår i släktet Lachnellula och familjen Hyaloscyphaceae.   Inga underarter finns listade i Catalogue of Life.